# Осоїд-довгохвіст чорний
Осоїд-довгохвіст чорний (Henicopernis infuscatus) — вид яструбоподібних птахів родини яструбових (Accipitridae). Ендемік Папуа Нової Гвінеї.

## Опис
Довжина птаха становить 48-52 см, враховуючи довгий хвіст, розмах крил 110–115 см. Верхня частина тіла переважно чорна, нижня частина тіла чорнувата. На тімені і потилиці білі смужки, на горлі кремова пляма, стегна, нижня частина житвота і гузка кремові. Крила смугасті, поцятковані помітними сірувато-коричневими смуги, на хвості 3 широкі сірувато-коричневі смуги. Крила мають характерну форму — вони вузькі біля основи, на кінці широкі, другорядні махові пера мають помітні кінчики. Райдужки жовті, восковиця і дзьоб переважно жовті, лапи сизі.

## Поширення і екологія
Чорні осоїди-довгохвости мешкають на острові Нова Британія та на сусідньому острівці Лолобау в архіпелазі Бісмарка. Вони живуть у вологих рівнинних і гірських тропічних лісах. Зустрічаються на висоті до 1300 м над рівнем моря. Живляться безхребетними, ящірками, дрібними птахами і пташиними яйцями.

## Збереження
МСОП класифікує цей вид як вразливий. За оцінками дослідників, популяція чорних осоїдів-довгохвостів становить від 10 до 20 тисяч птахів. Їм загрожує знищення природного середовища.